# Велике Каргачево
Велике Каргачево (рос. Большое Каргачево) — присілок в Вельському районі Архангельської області Російської Федерації.
Населення становить 8 осіб. Входить до складу муніципального утворення Ракуло-Кокшеньгське муніципальне утворення.

## Історія
Від 1937 року належить до Архангельської області.
Від 2004 року належить до муніципального утворення Ракуло-Кокшеньгське муніципальне утворення.

## Населення
| 2002 | 2010 | 2012 | 2014 |
| ---- | ---- | ---- | ---- |
| 14   | ↘8   | →8   | →8   |